# 强直静止

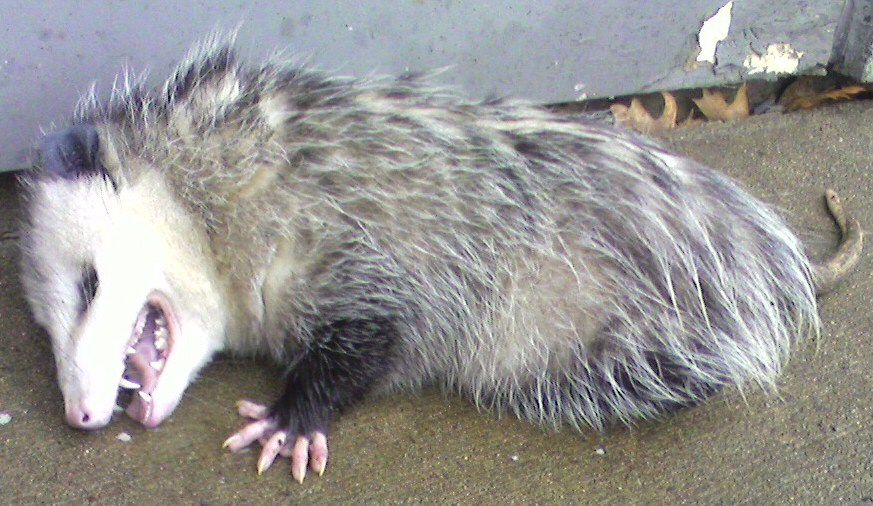
假死态的負鼠

强直静止（tonic immobility）是动物进入的一种自然瘫痪状态，肌肉强直僵硬，且对外界刺激没有反应。强直静止可能是避免或吓退捕食者的一种方式，但也有动物用它来吸引猎物，或可能与某些动物（如鲨鱼和哺乳动物）的交配有关，前者又称假死（apparent death）。假死态（thanatosis）即这种接触刺激而突然瘫痪强直且停止活动状似死亡的现象。
强直静止是一种适应表现，其中假死可视作一种动物欺骗手法，被用作一种防御手段或者侵略拟态，在许多动物身上都有出现。